# Potentilla contigua
Potentilla contigua är en rosväxtart som beskrevs av J. Soják. Potentilla contigua ingår i Fingerörtssläktet som ingår i familjen rosväxter. Inga underarter finns listade i Catalogue of Life.